# Ferdinand von Miller den äldre
Ferdinand von Miller den äldre, född 18 oktober 1813 i Fürstenfeldbruck, Bayern, död 11 februari 1887 i München, var en tysk bronsgjutare. Han var far till Ferdinand von Miller den yngre.
Miller studerade vid konstakademien och hos sin morbror Johann Baptist Stiglmaier, som 1824 inrättat kungliga bronsgjuteriet i München, därefter i Paris, Nederländerna och Storbritannien och blev 1844, efter Stiglmayers död, inspektor för bronsgjuteriet, som under hans ledning fullbordade en mängd kolossalgrupper och mer än 200 stoder.

## Skulpturer i urval
- 'Bavaria', Ludwig Schwanthaler, brons, 1844–50.
- 'Gustav II Adolf', Bengt Erland Fogelberg, brons, avtäckt 1854 i Göteborg
- 'Birger jarl', Bengt Erland Fogelberg, brons, avtäckt på Riddarholmen i Stockholm, 1854
- 'Karl XIV Johans staty', Bengt Erland Fogelberg, brons, avtäckt på Slussen i Stockholm, 1854
- 'Jöns Jacob Berzelius', Carl Gustaf Qvarnström, 1858